# Andrés E. Gómez
Andrés E. Gómez fue un marino argentino que sirvió en la armada de su nación a fines del siglo XIX.

## Biografía
Andrés E. Gómez fue dado de alta en la Armada como subteniente el 2 de noviembre de 1874. 
En junio de 1877 pidió seis meses de licencia del servicio para marchar al frente de la Guerra Ruso-Turca (1877-1878). Regresó sin embargo a su país y fue reincorporado a la Armada Argentina con el grado de capitán.
En 1880, año en que se produjo la revolución de Tejedor, fue designado segundo comandante del monitor El Plata y ese mismo año actuó como comandante accidental del buque.
Fue uno de los fundadores del Centro Naval (4 de mayo de 1882), cuya primera Comisión Directiva integró como vocal.